# Percy Heawood
Percy John Heawood (Newport, Shropshire, 1861. szeptember 8. – Durham, 1955. január 24.) brit matematikus. 1890-ben hibát fedezett fel Alfred Bay Kempe négyszín-sejtésre adott bizonyításában. Megalkotta az ötszín-tételt. Róla nevezték el a Heawood-gráfot.

### Pályafutása
Középiskolai tanulmányait Ipswichben, a Queen Elizabeth’s School-ban folytatta, majd Oxfordban, az Exeter College-ben tanult, ahol tanára volt Henry John Stephen Smith. Egyetemi évei alatt számos díjat és ösztöndíjat nyert, és a Tripos vizsgákon ő volt a “veszekedős”.
1885-ben nevezték ki a Durhami Egyetem oktatójának. Heawood szívesen szerepelt akadémiai bizottságokban. Sőt, elvesztegett napnak tartotta azt a napot, amelyiken nem kellett részt venni valamilyen bizottsági ülésen. 1897 és 1901 között a Szent Cuthbert Társaság cenzora volt, Frank Byron Jevons helyetteseként. 1901-től az egyetem szenior proktora (tanulmányi főigazgatója), 1910-ben professzora és 1926 és 1928 között alkancellárja volt. 1939-es nyugdíjba vonulásáig a Durhami Egyetemen dolgozott. A Városvédő Alap tiszteletbeli titkáraként elévülhetetlen érdemeket szerzett a Durhami várkastély megmentéséhez szükséges pénzügyi támogatás megszervezésében, melynek eredményeként 120000 fontot gyűjtöttek. Így sikerült megakadályozni, hogy az épület a Wear folyóba csússzon. Heawood munkája elismeréseként megkapta a Brit Birodalom Legkiválóbb-ja kitüntetést.

### Személyisége
Vézna, kissé görnyedt tartású férfi volt. A leggyakrabban egy furcsa mintájú malaclopót viselt és egy elnyűtt, öreg kézitáskát hordott magával. Óriási bajusza miatt barátai a “Pussy” becenévvel illették. Előadásaira megszokott társa, egy kutya is elkísérte. Az óráját csupán évente egyszer, karácsonykor állította be. Amikor valamiért tudni kellett a pontos időt, az óra állásához mindig fejben végezte el a szükséges számítást. Egyszer egyik kollégája figyelmeztette, hogy az órája két órát siet. Heawood válaszként azt mondta: “tíz órát késik”.
Percy Hewood Sir Oliver Lodge fizikus unokatestvére volt. 1890-ben kötött házasságából két gyermeke született.